# Bwiza
Bwiza è un comune del Burundi situato nella provincia di Bujumbura Mairie con 41.528 abitanti (stima 2004).